# Hello Kitty: Big City Dreams
Hello Kitty: Big City Dreams est un jeu vidéo basé sur la licence Hello Kitty, édité par Empire Interactive pour la console Nintendo DS.

## Système de jeu
Hello Kitty: Big City Dreams propose deux types de gameplay complémentaires : l’exploration et les mini-jeux. Le mode exploration permet de contrôler Hello Kitty dans une ville en 3D composée de rues, de bâtiments, de boutiques, de personnages, et de transports en commun que Hello Kitty peut emprunter. Différents lieux déclenchent des mini-jeux variés.
Réussir ces mini-jeux permet de gagner des points d’amitié, que Hello Kitty peut ensuite utiliser pour prendre le bus ou le train, acheter des vêtements et objets, décorer et personnaliser son appartement, et progresser dans son aventure. Pour garder de bonnes relations avec ses amis, Hello Kitty doit également vérifier régulièrement son courrier.

## Développement
Le jeu est passé en version gold le 20 octobre 2008. En Amérique du Nord, le jeu a été distribué par Atari.

## Accueil
- Jeuxvideo.com : 11/20

Le journal canadien North Bay Nugget a recommandé le jeu, en déclarant : « Si vous avez une fille de sept ans ou moins, c’est un achat incontournable. »